# Mikel Iribas
Mikel Iribas Allende (ur. 13 kwietnia 1988 w San Sebastián) – hiszpański piłkarz występujący na pozycji obrońcy w AD Alcorcón.